# Амалия Изабела Сидония фон Бентхайм-Текленбург
Амалия Изабела Сидония фон Бентхайм-Текленбург (на немски: Amalie Isabella Sidonie zu Bentheim-Tecklenburg) e графиня от Бентхайм-Текленбург-Лимбург и Реда и чрез женитба графиня на Изенбург-Бюдинген и господарка на Филипсайх при Драйайх.

## Биография
Родена е на 6 декември 1768 година в Реда. Тя е дъщеря на граф Мориц Казимир II фон Бентхайм-Текленбург (1735 – 1805) и съпругата му графин Хелена Шарлота София фон Сайн-Витгенщайн-Берлебург (1739 – 1805), дъщеря на граф Лудвиг Франц фон Сайн-Витгенщайн-Берлебург-Лудвигсбург (1694 – 1750) и Хелена Емилия фон Золмс-Барут (1700 – 1750).
Нейните братя са граф Мориц Казимир III (1764 – 1806), принц Емил Фридрих Карл (1765 – 1837) и граф Фридрих Вилхелм Кристиан Август (1767 – 1835).
Амалия Изабела Сидония фон Бентхайм-Текленбург се омъжва на 1 април 1791 г. в Реда за граф Хайнрих Фердинанд фон Изенбург-Бюдинген-Филипсайх (* 15 октомври 1770, дворец Филипсайх при Драйайх; † 27 декември 1838, Вехтерсбах, Хесен), син на граф Кристиан Карл фон Изенбург-Бюдинген-Филипсайх (1732 – 1779) и първата му съпруга графиня Констанца София фон Сайн-Витгенщайн-Берлебург (1733 – 1776). Той е брат на Филипина Хенриета Вилхелмина фон Изенбург-Бюдинген (1772 – 1834), омъжена на 13 юли 1789 г. в Лемго за нейния най-голям брат граф Мориц Казимир III (1764 – 1806).
Амалия Изабела Сидония фон Бентхайм-Текленбург умира на 6 август 1822 година в дворец Филипсайх при Драйайх на 53-годишна възраст.

## Деца
Амалия Изабела Сидония фон Бентхайм-Текленбург и граф Хайнрих Фердинанд фон Изенбург-Бюдинген-Филипсайх имат 9 деца:
- Георг Казимир Фридрих Лудвиг (1794 – 1875), граф на Изенбург-Бюдинген-Филипсайх, женен на 10 януари 1841 г. в Меерхолц за графиня Берта фон Изенбург-Бюдинген-Меерхолц (1821 – 1875)
- Карл Лудвиг Хайнрих Ернст (1796 – 1863)
- Фолрат Фридрих (1800 – 1864), граф на Изенбург-Бюдинген-Филипсайх, женен на 30 септември 1828 г. (развод 1851) във Вертхайм за принцеса Малвина фон Льовенщайн-Вертхайм-Фройденберг (1808 – 1879)
- Карл Хайнрих Фердинанд (1806 – 1866)
- Лудвиг (1810 – 1810)
- Луиза Шарлота Филипина Фердинанда (1798 – 1877), омъжена на 14 октомври 1823 г. за граф Адолф II фон Изенбург-Бюдинген-Вехтерсбах (1795 – 1859)
- Шарлота София Хенриета Луиза (1803 – 1874), омъжена на 22 януари 1827 г. във Вехтерсбах за княз Георг Вилхелм Лудвиг фон Льовенщайн-Вертхайм-Фройденберг (1775 – 1855)
- Луиза Емилия (1805 – 1869, Фулда)
- Елизабет Фердинанда Августа (1808 – 1812)